# Vivi e lascia vivere
Vivi e lascia vivere è un singolo del gruppo musicale italiano GHOST, pubblicato nella prima metà del 2011 dall'etichetta Isola degli Artisti ed Il Soffio del Vento. Il brano è entrato nella top 10 italiana già alla quinta settimana di permanenza in classifica.

## Descrizione
Il 31 luglio 2011 il singolo raggiunge le 15 000 copie vendute ed è quarto disco d'oro certificato FIMI.
Il 19 giugno 2020 viene pubblicata dall'etichetta Il Soffio del Vento una nuova versione del brano dal titolo Vivi e lascia vivere (VIVIMIX), che entra in rotazione radiofonica a partire dal 26 giugno.

## Tracce
Download digitale
1. Vivi e lascia vivere - 3:15

Download digitale
1. Vivi e lascia vivere - VIVIMIX - 3:18

## Video musicale
Il videoclip del brano è stato pubblicato il 16 giugno 2011 sul canale ufficiale YouTube del gruppo.
Il 26 giugno 2020, sullo stesso canale, viene pubblicato il video della nuova versione VIVIMIX, realizzato nel periodo della quarantena per il COVID-19 e montato con video realizzati dai fan.

## Classifiche
| Classifica (2011) | Posizione massima |
| ----------------- | ----------------- |
| Italia            | 10                |